# 圣彼得-奥尔丁
圣彼得-奥尔丁是德国石勒苏益格－荷尔斯泰因州的一个市镇。总面积28.32平方公里，总人口4069人，其中男性1926人，女性2143人（2011年12月31日），人口密度144人/平方公里。